# Triangle ferroviari
|  | Aquest article tracta sobre el tipus d'unió ferroviària. Si cerqueu les cotxeres de TMB , vegeu «Cotxeres del metro de Barcelona#Triangle Ferroviari». |

Un triangle simple

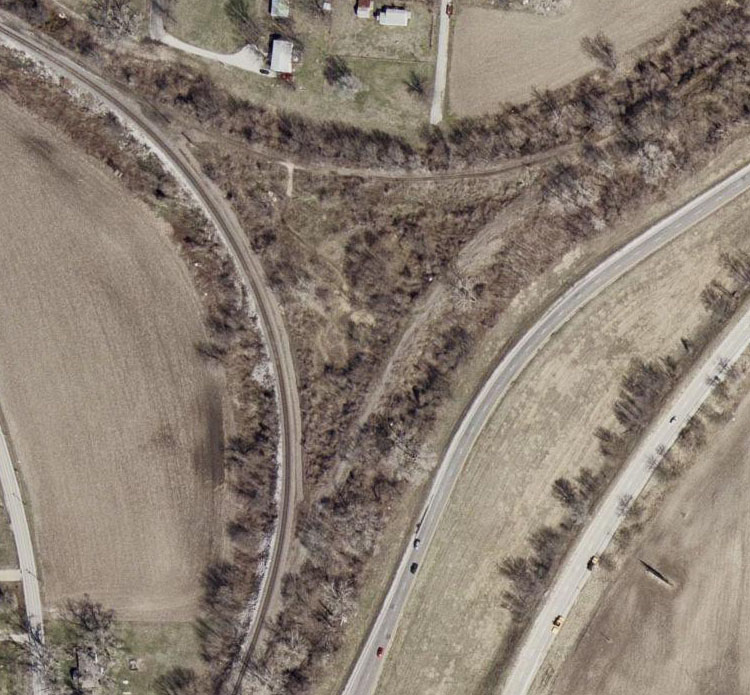
Fotografia aèria d'un triangle parcialment abandonat

En la terminologia ferroviària, un triangle o unió triangular és una forma de connectar tres línies ferroviàries (encara que el més habitual és connectar un itinerari principal amb un línia transversal secundària), utilitzant tres desviaments (un en cada vèrtex del triangle). Un triangle de gir és un cas particular d'aquesta disposició de vies, dissenyat específicament per canviar el sentit de circulació del material mòbil.
Quan s'uneixen dues línies ferroviàries, o en la unió entre una línia principal d'un ferrocarril i un ramal, es pot utilitzar un triangle com una unió amb la línia principal per permetre tots els moviments en qualsevol direcció possible, o per permetre que els trens passin d'una línia a l'altra línia.
També es poden fer servir per canviar el sentit de circulació d'equips ferroviaris, i generalment ocupen menys àrea que un llaç, exercint la mateixa funció però a costa d'instal·lar dos desviaments addicionals, que després caldrà mantenir. Aquests canvis de sentit del material rodant s'aconsegueixen realitzant l'equivalent ferroviari a una volta amb tres girs, travessant de forma successiva els diferents desviaments. L'adreça de desplaçament i l'orientació relativa d'una locomotora o vehicle ferroviari poden invertir-se, donant com a resultat que s'orienti en l'adreça des de la qual va venir però amb sentit contrari. Quan es construeix un triangle específicament per invertir el sentit de la marxa dels equips, una o més dels trams que conformen la unió, generalment hi seran vies secundàries. En materials i manteniment, el cost dels dos desviaments es compensa amb la inversió de capital estalviada i els impostos anuals.
Les vies dels tramvies també utilitzen aquests encreuaments, i de vegades disposen d'un petit triangle per girar els cotxes al final d'una línia.

## Consideracions

### Encreuament
L'ús d'unions triangulars permet obtenir flexibilitat total en l'enrutament de trens de qualsevol línia a qualsevol altra línia, sense necessitat d'invertir els trens. Per aquesta raó, són comunes en la majoria de les xarxes ferroviàries. Els trens bidireccionals més lents poden entrar en un triangle, deixant passar a un tren més ràpid, i continuar en la mateixa adreça brindant servei al transport de càrrega proper o a una estació de passatgers.
Quan una o més de les línies que s'uneixen en un triangle contenen diverses vies, s'introdueix una sèrie de possibles moviments en conflicte. Per aquesta raó, on el tràfic ferroviari és molt intens, l'encreuament pot incorporar salts de carner en algunes o en totes les potes del triangle.

### Canvi de sentit

Il·lustració de l'ús d'un triangle per canviar el sentit de circulació d'un vehicle ferroviari

En molts casos és necessari girar tant elements individuals d'equips ferroviaris (especialment locomotores) com a trens complets. Això pot haver-se donat per fet que algun element del material rodant no sigui direccionalment simètrica, per exemple, en el cas de la majoria de les locomotores de vapor, i en certes parts del món, les locomotores diésel, o quan el tren necessita circular en una adreça en particular, com per exemple, quan es disposa d'un cotxe panoràmic que deu circular en cua. Fins i tot quan l'equip és simètric, pot ser necessari introduir canvis de sentit periòdicament per equilibrar el desgast de certes parts del material rodant.
Existeixen diverses tècniques diferents que es poden utilitzar per aconseguir aquest gir. Les plataformes giratòries requereixen el menor espai, però generalment només poden controlar una sola peça d'equip alhora. Els bucles de gir poden controlar trens de qualsevol longitud –fins a aconseguir la longitud total del bucle– en una sola operació, però requereixen molt més espai que els triangles, que es poden construir en llocs on no seria possible un bucle, i poden fer girar trens la longitud dels quals només depèn de la longitud les vies amb les quals es connecti.
Els sistemes ferroviaris a Amèrica del Nord i Austràlia han tendit a disposar més triangles que els ferrocarrils en altres llocs. Les locomotores i els cotxes a Amèrica del Nord (com els cotxes panoràmics) tenen més probabilitats de ser direccionals que els que es troben en altres continents. A Canadà i als Estats Units, el ferrocarril sovint es construïa abans que altres estructures, i els constructors ferroviaris tenien molta més llibertat per col·locar les vies on volguessin. De manera similar, molts dels primers ferrocarrils australians van utilitzar triangles (particularment en ubicacions rurals) pels seus costos d'instal·lació i manteniment més baixos quan no estaven limitats per condicionants d'espai, encara que la tendència principal en la majoria dels estats cap a locomotores i vagons bidireccionals des de la dècada de 1960 d'ara endavant va veure disminuir la seva necessitat i el seu ús.
A Europa, encara que es va fer algun ús de locomotores amb dipòsit incorporat bidireccionals i els trens d'empènyer i tirar, la majoria de les locomotores de vapor eren unidireccionals. A causa de consideracions d'ocupació del terreny, les plataformes giratòries s'usaven normalment per canviar el sentit de circulació de les locomotores, i la majoria de les estacions terminals i cotxeres estaven equipades amb aquest sistema. Amb el temps, la majoria de les locomotores dièsel i elèctriques utilitzades a Europa han estat dissenyades per ser completament bidireccionals, simètriques i normalment amb dues cabines de conducció. Per tant, la majoria de les plataformes giratòries i, on existien, els triangles, s'han deixat d'usar.

### Sistemes transviaris
Consideracions similars s'apliquen a l'ús d'unions i canvis de sentit triangulars en els sistemes tranviaris, com s'aplica als sistemes ferroviaris de les línies principals. Molts d'aquests sistemes, encara que no tots, utilitzen vehicles amb un només lloc de conducció i que tenen portes en només un costat, que han de girar-se en cada extrem de la ruta.
No obstant això, els vehicles utilitzats en aquests sistemes tendeixen a tenir requisits de curvatura mínima molt més petits que els equips ferroviaris pesats. Això fa que l'ús de bucles sigui més pràctic en requerir un espai reduït, i amb els vehicles amb recorreguts urbans, aquests bucles es poden encaixar en el reticle dels carrers o en places de certa amplitud. No obstant això, encara que els bucles de gir són la forma més comuna de girar tals vehicles, també es fan servir triangles en moltes línies.

### Desavantatges
Per motius d'espai, un triangle pot presentar el desavantatge de deixar una estació principal en algun dels seus braços interiors, deixant-la desconnectada d'algun dels possibles recorreguts. Existeixen entorns urbans reduïts, com per exemple Cootamundra West (Austràlia) i Tecuci (Romania), on es va haver de construir una estació de passatgers addicional per atendre als trens que circulen per alguna de les branques.
Per contra, l'enginyeria d'una estació terminal com l'estació de tren de Woodville (Nova Zelanda), va evitar aquest problema mitjançant la construcció d'un bucle (circuit d'inversió) perquè els trens puguin servir a l'estació principal en qualsevol sentit. En les estacions intermèdies, quan es necessita invertir la marxa d'una locomotora, una disposició de doble via passant i combinada amb un triangle és molt més comú.

### Ocupació de terreny

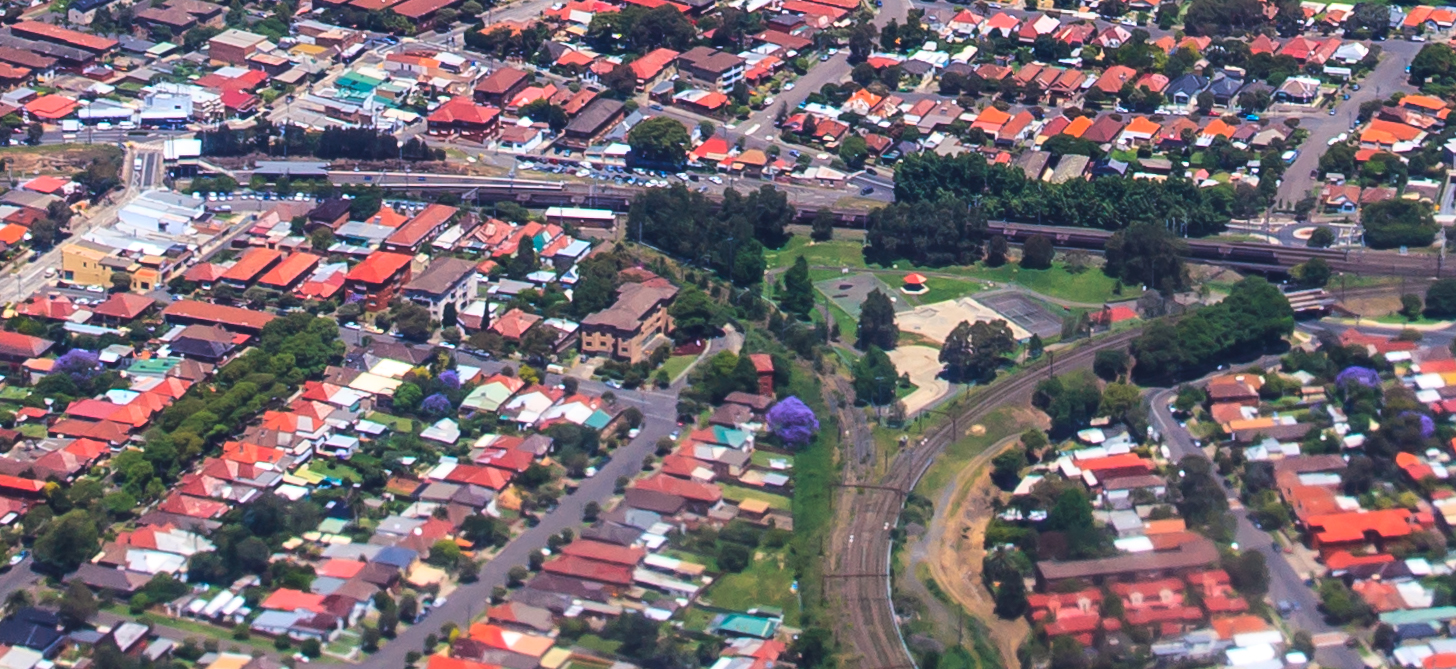
Un parc situat dins d'un encreuament triangular en Sídney, Austràlia.

El terreny dins de l'interior d'un triangle està separat de l'àrea adjacent (normalment està barrat) i té un valor marginal, per la qual cosa es destinarà principalment per a l'ús exclusiu dels ferrocarrils, i generalment s'utilitzarà per a dipòsits de manteniment, emmagatzematge o estacionament de vehicles. La forma triangular tendeix a ser inadequada per a edificis rectangulars. En les línies electrificades, les subestacions tendeixen a situar-se dins de triangles, en part perquè el terreny és barat i també perquè proporciona la disposició del seccionament més convenient i flexible.

## Primers exemples
El primer exemple britànic (i possiblement mundial) és el triangle de doble via dins de l'Estació d'Earlestown en el Ferrocarril de Liverpool i Manchester, que va ser completat pel Ferrocarril Grand Junction en 1837. El triangle té dues andanes de passatgers en cadascun dels seus tres costats, i cinc de les sis andanes són d'ús freqüent (cada mitja hora de mitjana) per trens de passatgers. Quan les màquines de vapor s'usaven regularment, el triangle (així mateix travessat per trens de càrrega) també s'usava per canviar de sentit locomotores i encara es pot fer servir a aquest efecte.
Existeix un exemple en el Ferrocarril de Cromford i High Peak, que es va inaugurar en 1831 com un ferrocarril tirat per cavalls, que pot ser anterior. Sembla haver estat utilitzat per girar trens de vagons amb portes en el seu extrem final, que acaben de pujar pels pendents arrossegats per cordes fins al nivell més alt del ferrocarril, abans de continuar pels pendents restants. Aquest lloc encara és visible prop de Hindlow, en Derbyshire (plànol cartogràfic SK093685).

## Exemples per país

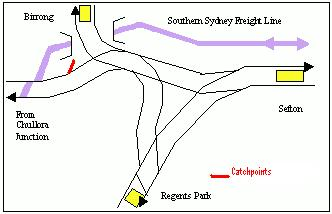
Representació amb filferro d'un triangle de doble via

L'Estació de Sefton, en Sídney, es troba en una cantonada d'un encreuament triangular, que permet que els trens es ramifiquin en qualsevol adreça, sense la necessitat d'acabar o canviar d'extrem. Un tren al dia des de Birrong a Sefton acaba i retrocedeix en l'estació Regents Park (per netejar l'òxid dels carrils). Existeix una terminal de mercaderies en Chullora, i en el futur la possibilitat d'una línia de càrrega de via única proposada. Les tres estacions de passatgers en els vèrtexs del triangle tenen andanes interiors que faciliten canviar de tren. Les corbes tancades del triangle i especialment els desviaments en aquestes corbes tancades restringeixen les velocitats dels trens entre els 10 i els 50 km/h.
Els encreuaments triangulars es van construir a la xarxa dels ferrocarrils victorians tant per als creus principals com per canviar de sentit de circulació el material rodant. Aquests inclouen:
- Wodonga: construït en l'encreuament de la línia Cudgewa i utilitzat per girar, és utilitzat pels trens Sydney Limited i Spirit of Progress .
- Ararat
- North Geelong: construït per permetre que els trens viatgin directament entre Geelong, Ballarat o Melbourne sense usar una cua de maniobres o una plataforma giratòria. També s'utilitza per girar alguns trens, com el Spirit of Progress .

També s'utilitza un encreuament triangular per girar els cotxes en el tramvia turístic de Portland, Victoria.

### Irlanda
En la República d'Irlanda, actualment hi ha dues unions triangulars en ús. Una està en Limerick Junction, i l'altra en Lavistown, prop de Kilkenny. El primer permet que els trens de passatgers directes Limerick-Dublín passin per alt l'estació de Limerick Junction, i també s'usa ocasionalment per enrutar locomotores de vapor turístiques, mentre que el segon triangle és utilitzat principalment per trens de càrrega que circulen entre el Port de Waterford i el Comtat de Mayo per evitar haver de passar al voltant per l'estació de Kilkenny.
A Belfast, Irlanda del Nord, existeix un encreuament triangular en l'Estació de Great Victoria Street. Rares vegades s'utilitza per girar locomotores, excepte ocasionalment alguna màquina de vapor. En general, és utilitzat pels trens expressos Enterprise per evitar la Gran Victòria Street i continuar i acabar a Belfast Central. Els trens de rodalies entren a l'encreuament des d'una adreça (per exemple, la línia de Portadown), es detenen en Great Victoria Street i després continuen en l'altra adreça cap a l'estació de Bangor. Els trens de rodalies en NI Railways són vagons diésel d'unitats múltiples, per la qual cosa no necessiten usar la unió com a mètode de gir.
L'únic un altre encreuament triangular operacional a Irlanda es localitza en Downpatrick Loop, en el Ferrocarril de Downpatrick i County Down. Originalment construït per permetre que els trens directes de Belfast a Newcastle passin per l'estació de Downpatrick, el triangle avui forma la base d'un ferrocarril patrimonial, l'únic ferrocarril patrimonial d'aquest tipus a les Illes Britàniques. Posseeix una estació en cada extrem del triangle i una altra en el seu costat sud.
Les unions triangulars històriques a Irlanda inclouen Moyasta Junction en la línia West Clare, el triangle Monkstown / Greenisland / Bleach Green en el Comitè dels Comtats del Nord i Bundoran Junction en el Great Northern Railway. Encara que dos costats del primer encara estan en ús en la línia principal, la 'línia de fons' entre Monkstown i Greenisland s'ha eliminat, mentre que l'últim es va tancar per complet el 1957. A més, el pati de locomotores més gran del Gran Nord a Adelaide mai va tenir una plataforma giratòria, utilitzant un triangle en el seu lloc.

### Itàlia
Els ferrocarrils a Itàlia van usar diversos triangles per girar locomotores. S'utilitzava un disseny en pentagrama, que requereix quatre moviments i tres desviaments per revertir la marxa. Permet un disseny més petit, sense radis de corba excessivament ajustats, en comparació d'un triangle convencional.
Un d'aquests triangles es conserva en Carbonia, en Sardinia.

### Namíbia
L'Estació de Tsumeb, a Namíbia, posseeix dos triangles. El primer i més petit és per girar locomotores, i està prop de l'estació. El segon i més gran evita l'estació sense sortida en Tsumeb per als trens que viatgen directament entre la nova extensió cap a Angola i Windhoek. Aquesta línia de derivació directa pot estalviar una hora de recorregut, especialment si el tren és més llarg que els bucles de l'estació.

### Suïssa
Existeix un triangle per canviar de sentit que es conserva parcialment en el túnel cap a la muntanya en Kleine Scheidegg, en el cim del Wengernalpbahn (amb via de 800 mm) en l'Oberland bernés, Suïssa. S'arriba a Kleine Scheidegg des de dues terminals inferiors, Lauterbrunnen i Grindelwald, situats en costats oposats de la muntanya. Els trens normalment descendeixen en l'adreça per on van arribar i estan dissenyats amb la màquina situada en l'extrem inferior i els seients en angle per compensar el pendent. Per tant, han de girar-se en el cim en cas que sigui necessari fer un recorregut de costat a costat de la muntanya. Si bé les limitacions d'espai van dictar que el triangle havia de construir-se en part en túnels, també garanteix que a l'hivern quedi lliure de neu i estigui disponible en cas d'emergència.

### Regne Unit

Triangle modificat a Grantham

A la Gran Bretanya, els dissenys triangulars que podien usar-se per girar locomotores generalment eren el resultat d'unions de dues o més línies. N'hi ha molts exemples, com el conegut triangle de Maindee en Newport, Gal·les del Sud. Aquí, a l'antiga línia principal del GWR South Wales des de Londres a Swansea, se li uneix una altra línia del GWR des de Shrewsbury a través de Hereford. La importància d'aquest enllaç és que els trens arrossegats per vapor poden accedir a Newport i les seves màquines es poden engegar usant el triangle. Shrewsbury també compta amb un triangle que es va utilitzar per encendre locomotores de vapor, i encara està disponible. Es va instal·lar un triangle el 1989 adjacent a les vies de transferència de la Central Nuclear de Wylfa, prop de Valley on Anglesey, a Gal·les. Això permet que la línia costanera del nord de Gal·les s'utilitzi en excursions turístiques amb màquines de vapor. La plataforma giratòria en Holyhead es va retirar fa molt temps i l'àrea es va tornar a desenvolupar i els aparadors en Valley han quedat a uns 6,4 km de l'antiga terminal.
Una connexió inusual, única a Gran Bretanya, es va construir a Grantham en la dècada de 1950 després que la plataforma giratòria en el rafal de la locomotora fallés i la despesa del seu reemplaçament ja no estigués justificat. Les locomotores que requerien ser girades van haver de viatjar a Barkston Junction per utilitzar el triangle existent allí (el lloc on una Mallard, va canviar de sentit abans de començar la seva carrera rècord el 3 de juliol de 1938). El viatge d'anada i volta a Barkston Junction era una operació molt lenta, amb un recorregut de gairebé 13 km a llarg de la concorreguda línia principal de la costa est. Finalment, es va autoritzar la construcció d'un canvi de sentit en una franja de terreny disponible a l'oest de la línia principal, just al sud de l'estació de Grantham. No hi havia espai suficient per a un triangle convencional, però això es va superar mitjançant la construcció d'un triangle 'd'endins cap a fora' mitjançant el qual les pistes d'aproximació es creuaven mitjançant travessies.

### Estats Units
Moltes terminals de passatgers de l'Amèrica del Nord a les grans ciutats tenien vies en I per permetre el gir i el respatller dels trens de passatgers direccionals en una línia principal. El tràfic de càrrega podria passar per alt la terminal a través d'un triangle. Exemples notables inclouen l'Estació Unió de Los Angeles, que té un doble triangle, les cotxeres de la Unió en Saint Paul i l'Estació Unió de Memphis.
Un ús típic per a una estació terminal de passatgers seria el següent: s'afegia un triangle en la 'gola' on les files de vies convergien des de l'estació, que facilitava el gir dels trens. Cada tren que arribava passava el triangle i es detenia. Una vegada que els desviaments estaven alineats, el tren retrocedia, amb el guardafrenos en la part posterior de l'últim cotxe regulant la velocitat amb la palanca del fre en acostar-se a l'andana i després detenint-se per complet al final de la via, tancant el fre pneumàtic per complet. Als passatgers se'ls permetia desembarcar de manera segura.
Mentrestant, les locomotores es desacoblaven del tren i s'enviaven a la terminal de manteniment per poder ser preparades per al seu proper servei. A continuació, els vagons de la capçalera es desacoblaven de la resta del tren i eren arrossegats per una locomotora auxiliar de l'estació fins a una instal·lació de paqueteria, on es descarregaven els paquets expressos. El tren era reensamblat, netejat i reparat per al proper viatge. Es connectava una canonada de vapor des del generador de vapor de l'estació a la línia de vapor del tren des de la part posterior, per subministrar calefacció fins que les locomotores s'acoblaven per subministrar vapor.
El tren era anunciat per abordar-se de nou amb una llista de destinacions. Amb els desviaments alineats, el tren partia lentament cap a la línia principal, realitzant el recorregut oposat al que va fer en arribar. Finalment, el tren tornava al lloc des d'on va arribar.
El Keddie Wye en Keddie, Califòrnia, va ser construït pel Ferrocarril del Pacífic Occidental i és una notable gesta d'enginyeria. Dos costats del triangle estan construïts sobre elevats cavallets, i el tercer costat és un túnel perforat a través de roca sòlida.
La ciutat de Wyeville, Wisconsin, porta el nom del Ferrocarril Union Pacific, (anteriorment la Chicago i North Western Transportation Company) fent al·lusió al "wye" (triangle ferroviari en anglès) proper.
La terminal sud del Amtrak AutoTrain en Sanford, Florida, fa servir un triangle per girar les locomotores en el viatge de retorn al nord. Una via que creua el costat est del triangle permet l'accés a la seva part interior, on ara es troba una companyia de subministrament de cantería.
El Grand Canyon Railway (GCRY) posseeix un triangle en les terminals William, AZ i South Rim/Grand Canyon Village de la seva línia, per invertir la marxa dels trens de passatgers. El tren gira en la vora South Rim/Grand Canyon Village amb els passatgers a bord. Al final de Williams, el tren dona la volta després que els passatgers hagin desembarcat.

## Triangle revers

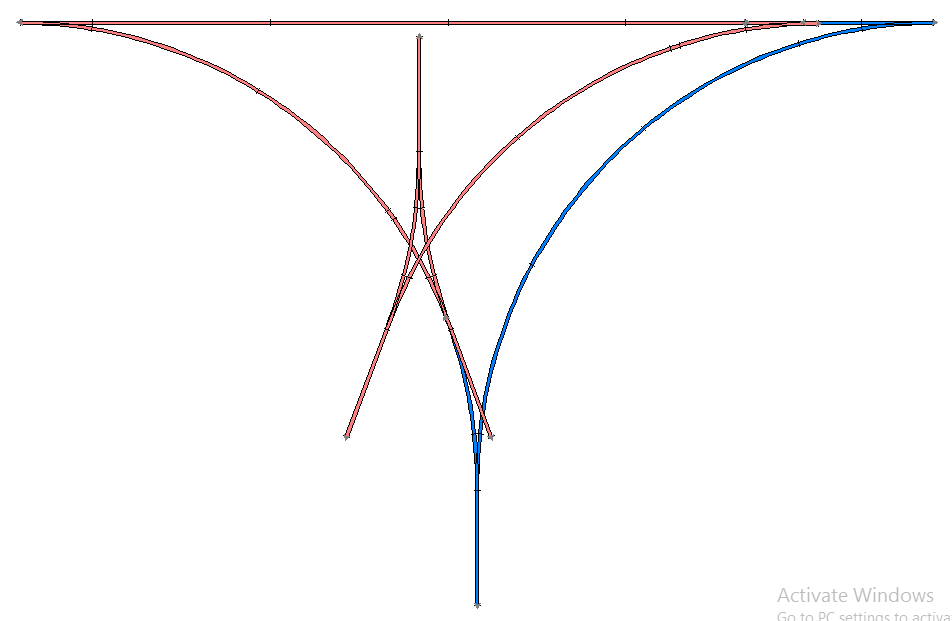
Comparació d'un triangle de vies convencional (blava) i un triangle revers (vermell)

Un triangle revers (en Italià, Stella di inversione) és un disseny especial utilitzat en llocs on l'espai és reduït. Té forma de pentagrama amb cinc desviaments (en comptes de tres per a un triangle convencional) i tres travessies. Per aquest motiu, és més costós de construir i de mantenir.
Es necessiten quatre canvis d'adreça de moviment per invertir el sentit de circulació del material rodant en un triangle revers.